# 수학적 대상

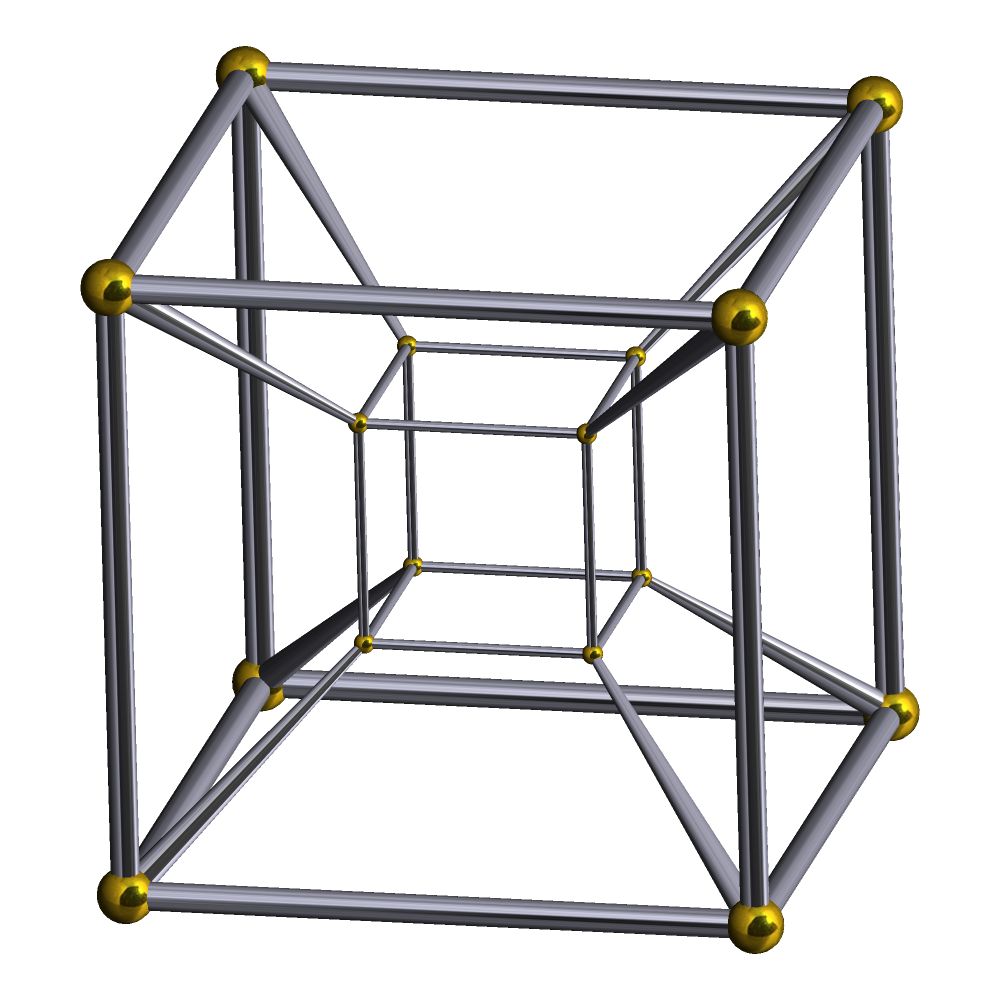

수학 및 수리철학에서 수학적 대상 (数學的対象, 영어: mathematical object)은 수학 중에서 생겨 오는 추상적 대상이다.
일반적으로 조우하는 수학적 대상으로 수, 순열, 분할, 행렬, 집합, 함수, 및 관계 등을 들 수 있다. 수학의 분과로서의 기하학은 육각형, 점, 선, 삼각형, 원, 구, 다면체, 위상 공간, 및 다양체와 같은 대상을 가진다. 다른 분과의 대수학은 군, 환, 체, 격자, 및 속 등의 대상을 가진다. 범주은 수학적 대상을 일제히 생기게 하는 것과 동시에, 그 자체가 하나의 수학적 대상이다.
수학적 대상의 존재론적인 입장은 수리철학에서 조사 및 논의되는 중요한 주제이다. 이 논의에 대해서는 논문 (Burgess & Rosen 1997)을 참조.

## 칸토르의 골조
20세기의 변환기 무렵에 나타난 칸토어의 일에 의해 초래된 관점은, 모든 수학적 대상은 집합에 의해서 정의할 수 있다는 것이었다. {0,1}이라는 집합은 비교적 명확한 예이다. 표면적으로는 2를 법으로 하는 정수의 군 Z2도 또 두 개의 요소를 가진 집합이다. 그러나 그것은 단지 집합 {0,1}인 것은 아니다. 이는 2를 법으로 하는 화 및 반수의 연산에 의해서 Z2에 할당된 부가 구조에 대해 언급하고 있지 않기 때문이다. 예를 들면,  0또는 1의 어느 쪽이 가법 단위원인지를 우리는 어떻게 알면 좋은 것인지? 이 군을 집합으로서 체계화하기 위해서는 우선 네 개의 조 ({0,1}, +, -, 0)로서 규정해, 다음에 네 개 조를 집합으로서 나타내는 몇 개의 관습 중 하나를 사용해 주면 집합으로서 쓸 수 있기 때문에, 나머지는 필연적으로 +, −, 0을 집합으로서 규정하면 좋다.
이 접근은, 수학의 존재론은 실천이나 교육법의 영향을 받아야 하는 것일지라는 근원적으로 철학적인 물음이 생긴다. 수학자는 그러한 부호화에 대한 연구는 실시하지 않고, 부호화는 규범적이지도 실천적이지도 않다. 그들은 어떤 대수학의 교과서에도 나타나지 않고, 대수학의 교정의 학생이나 지도자도 그러한 부호화에는 전혀 정통하고 있지 않다. 그러므로, 만약 존재론이 실천을 반영해야 할 것이라면, 수학적 대상은 이 방법으로는 집합에 환원할 수 없다.

## 기초부에 관련되는 역리
그렇지만, 만약 수학적 존재론이 수학의 내부무모순성을 성립시키기 위해서 만들어져 있다면, 수학적 대상은 그 역설의 본질을 드러내기 위해서, 실제의 실천과는 관계없는 것으로, 어느 단일의 방법으로 (예를 들면, 집합으로서) 정의를 할 수 있는 것은 보다 중요하다. 이는 수학기초론에 의해서 놓쳐 온 관점이다. 수학기초론은 전통적으로, 수학적 대상을 집합으로서 정의하는 것에 대한 정당화로서 역설을 잘 취급하는 것에 수학적 실천의 상세를 정확하게 반영하는 것보다도 높은 우선 순위를 주어 왔다.
집합을 갖춘 수학적 대상의 이 근본적인 분류에 의해서 만들어진 긴장의 상당수는 근본적인 목적을 과도하게 타협하는 일 없이 완화시킬 수 있다. 즉, 2종류의 대상을 전체모임, 집합 및 관계 속에 들어갈 수 있는 것에 의해서, 그 두 개의 대상을 단순한 다른 것의 실체라고 보는 요구는 생기지 않는다. 이들은 술어 논리의 논의 영역으로서 모델 이론의 기초를 형성하고 있다. 이 관점에서는, 수학적 대상은 술어 논리의 언어로 표현된 형식 이론의 공리를 채우는 실체이다.

## 범주론
이 접근의 변화형은 관계를 연산으로 옮겨놓는 보편 대수학의 기초이다. 이 변화형에서 공리는 자주 방정식 또는 방정식 간의 음복관계의 형태를 취한다.
보다 추상적인 변화형은 범주론이며, 이는 집합을 대상으로 하고, 게다가의 연산을 이러한 대상간이 사상으로서 추상화한다. 이 추상화의 레벨에서의 수학적 대상은 단지 그 그래프의 꼭짓점에 환원된다. 사상로서의 그 그래프의 모서리는 이러한 대상을 변환할 수 있는 방법을 추상화해, 그 그래프의 구조는 사상의 합성법칙에서 부호화된다. 범주는 (통상은 구체범주이다, 즉 집합의 범주에의, 또는 보다 일반적으로는 적절한 토포스에의 충실 망각관수를 갖추고 있는 경우에) 몇 개의 공리적인 이론의 모델 및 그러한 사이의 준동형사상으로서 생긴다, 또는 다른 것보다 원시적인 범주로 구성될 것이다. 또, 범주는 그 기원과는 관련되지 않고, 그 자신으로 의미를 가지는 추상적 대상으로서 연구될 수 있다.

## 같이 보기
- 수학적 구조

## 참고 문헌
- Azzouni, J., 1994. Metaphysical Myths, Mathematical Practice. Cambridge University Press.
- Burgess, John, and Rosen, Gideon, 1997. A Subject with No Object. Oxford Univ. Press.
- Davis, Philip and Reuben Hersh, 1999 [1981]. The Mathematical Experience. Mariner Books: 156-62.
- Gold, Bonnie, and Simons, Roger A., 2008. Proof and Other Dilemmas: Mathematics and Philosophy. Mathematical Association of America.
- Hersh, Reuben, 1997. What is Mathematics, Really?   Oxford University Press.
- Sfard, A., 2000, "Symbolizing mathematical reality into being,  Or how mathematical discourse and mathematical objects create each other," in Cobb, P., et al., Symbolizing and communicating in mathematics classrooms: Perspectives on discourse, tools and instructional design. Lawrence Erlbaum.
- Stewart Shapiro, 2000. Thinking about mathematics: The philosophy of mathematics. Oxford University Press.